# کوه هرمزان
کوه هرمزان در شرق شهر بستک قرار گرفته‌است.
وارتفاع آن از سطح دریا حدود ۱۵۰۰ تا ۱۶۰۰ متر است.
کوه هرمزان و کوه تنگ پیه تنها جایی است که احتمال دارد آب شیرین در آن پیدا شود.
دوحلقه چاه قدیمی در این کوه وجود دارد و آبش شیرین است.
این چاه‌ها خیلی قدیمی است و به نام چاه «گبری» معروف است. در قلهٔ و پایهٔ کوه هرمزان درختان تنومند مانند: کُور، کُنار، کِرت، سمر، کُوهِنگ، سَلَم وجود دارد، در زمان قدیم مردم از هیزم این درختان برای پخت و پز و برای تدفئه خانه‌هاشان استفاده می‌کرده‌اند.
توضیحات دربارهٔ کوه هرمزان یا هرمیزان یا هورمیزان یا هرمیزن (Hormozān , Hor mizān , Hour mizān)
در ذیل واژهٔ «بستک» در کتاب شهرهای ایران‌شهر جلد دوم، پژوهش گروهی بنیاد ایران‌شناسی، انتشارات بنیاد ایران‌شناسی، چاپ اول: ۱۳۹۰
کوه هرمزان در دو کیلومتری مشرق شهر بستک واقع و از زیبایی و جلوهٔ خاصّی برخوردار است.
 ز کوه هرمزان چون ماه بدر آید برون، بنگر  کند بستک، سراسر غرق در دریای زیبایی
 بیا ای دل! تماشا کن طلوع ماه از هرمیزان  فروغ نقره‌فامش، شفق را جلوه‌آرایی
 صفای ماه و کوهستان، بسی زیباتر از بستان  اگر اسرار آن یابی، بر آری سر به شیدایی

(غیرت بستکی)
استاد احمد حبیبی نویسنده و محقق تاریخ و فرهنگ خلیج فارس و هرمزگان در ذیل واژهٔ بستک در توضیح کوه هورمیزان می‌نویسد: نام این کوه که امروزه، هرمزان و هرمیزان استعمال می‌شود، در اصل «هورمیزان: هرمیزن» بوده‌است. توضیح این که: هور به معنی خورشید و میزان به معنی: اندازه، مقدار، مقیاس و ترازو و نام هفتمین برج از بروج دوازده‌گانهٔ سال شمسی، معادل مهر ماه است. چون در هنگام تماشای طلوع آفتاب در بامداد آغازین روز فروردین ماه (اعتدال ربیعی و بهاری) و در صبح‌گاه اول مهرماه (اعتدال خریفی و پاییزی)، اولین اشعهٔ خورشید از بلندترین قلّهٔ این کوه به شهر بستک می‌تابد، و گویی که، آن کرهٔ طلایی‌رنگ بر ستیغ کوه هرمزان، میزان است، به این دلیل نام این کوه را «هور میزان» نهاده‌اند. (حبیبی، احمد)
| دعای مردمان بر آسمان است |  | امید ما به دادار جهان است   |
| زمین و کوه هرمیزان بستک  |  | نگاهش بر خدای انس و جان است |

(احمد حبیبی)
| برآمد آفتاب از کوه هرمیز |  | فرو شد تیرگی از آسمان نیز   |
| ز انوار طلایی رنگ خورشید |  | ندا بر خفتگان آمد که برخیز! |

(احمد حبیبی)

## محصولات
- انغوزه.
- بنه.
- آویشن.
- مرو تلخ.
- پونه.
- اسطوقدوس (گیاهی خوشبو که با چای مصرف می‌شود).
- خاکشیر.
- مرو تلخ.
- کیون.
- بادام کوهی.
- مرو خوش.